# Robert Lichter
Robert Lichter (* 21. Dezember 1884 in Ließem; † 23. Januar 1950 ebenda) war ein deutscher Landwirt und Politiker (CDU).

## Leben
Nach dem Volksschulabschluss 1897 besuchte Lichter bis 1900 eine höhere Schule in Belgien. Er erhielt von 1901 bis 1902 eine praktische Ausbildung an der Landwirtschaftsschule in Neuerburg und arbeitete im Anschluss als Landwirt in der Eifel. Nach der Teilnahme am Ersten Weltkrieg bewirtschaftete er einen landwirtschaftlichen Betrieb in Ließem.
Lichter war Vorstandsmitglied des CDU-Kreisverbandes Bitburg. Nach der Konstituierung des Landes Rheinland-Pfalz wurde er bei der ersten Landtagswahl 1947 für den Regierungsbezirk Trier als Abgeordneter in den Rheinland-Pfälzischen Landtag gewählt. Im Parlament war er Mitglied des Agrarpolitischen Ausschusses, des Grenzlandausschusses, des Rechtsausschusses und des Geschäftsordnungsausschusses. Nach seinem Tod übernahm Josef Georg Gotthardt als Nachrücker sein Landtagsmandat.
Robert Lichter war seit 1913 verheiratet mit Regina, geb. Heinzen.